# Credencial
Una credencial es una orden o un documento que atestigua o autoriza la calificación, competencia o autoridad otorgada a un individuo por un tercero con autoridad de iure o de facto. Su fin es que se dé posesión al empleado de su plaza (o al estudiante de sus cursos o de su grado), sin perjuicio de obtener luego el título correspondiente.
Ejemplos de credenciales son: los diplomas, los títulos académicos, los títulos de grado, los documentos de identidad o identificaciones, las insignias, las contraseñas, los nombres de usuario, etcétera. En algunos países hispanohablantes solo se denomina credencial a algunos de estos documentos y no a otros.